# Atlanta Film Critics Circle
A Atlanta Film Critics Circle é uma premiação local de Atlanta, nos Estados Unidos, que visa "promover a arte e a cultura cinematográfica local e nacionalmente." Co-fundada por Felicia Feaster e Michael Clark, ambos críticos de cinema radicados em Atlanta, a premiação é uma tentativa de fomentar a comunidade cinematográfica local e angariar espaço para a mídia de Atlanta no cenário local. Composta dinamicamente por críticos, jornalistas e repórteres, as votações são iniciadas em dezembro para os prêmios anuais. No ano de 2017, Get Out, Dunkirk e Lady Bird figuraram as três primeiras posições dos dez melhores filmes selecionados; em 2018, The Favourite, A Star Is Born e Roma figuraram o mesmo, respectivamente.

## Vencedores

### 2018
As informações abaixo estão presentes no site Collider.
Top 10 Films
1. The Favourite
2. A Star Is Born (2018)
3. Roma
4. A Quiet Place
5. First Reformed
6. Eighth Grade
7. BlacKkKlansman
8. First Man / Won't You Be My Neighbor?[a]
9. Black Panther

Best Lead Actor
- Ethan Hawke de First Reformed

Best Lead Actress
- Olivia Colman de The Favourite

Best Supporting Actor
- Sam Elliott de A Star Is Born (2018)

Best Supporting Actress
- Emma Stone de The Favourite

Best Ensemble Cast
- The Favourite

Best Director
- Alfonso Cuarón de Roma

Best Screenplay
- Deborah Davis e Tony McNamara de The Favourite

Best Documentary
- Won't You Be My Neighbor?

Best Foreign Language Film
- Roma

Best Animated Film
- Isle of Dogs

Best Cinematography
- Alfonso Cuarón de Roma

Best Original Score
- Justin Hurwitz de First Man

AFCC Special Award for Breakthrough Performer
Elsie Fisher e Lady Gaga
AFCC Special Award for Best First Film
Bradley Cooper de A Star Is Born
Best Lead Actor
- Timothée Chalamet de Call Me by Your Name

Best Lead Actress
- Sally Hawkins de The Shape of Water

Best Supporting Actor
- Willem Dafoe de The Florida Project

Best Supporting Actress
- Laurie Metcalf de Lady Bird

Best Ensemble Performance
- Three Billboards Outside Ebbing, Missouri

Best Director
- Christopher Nolan de Dunkirk

Best Screenplay
- Jordan Peele de Get Out

Best Documentary
- Jane e Kedi[c]

Best Foreign Language Film
- BPM (Beats Per Minute)

Best Animated Film
- Coco

Best Cinematography
- Hoyte van Hoytema de Dunkirk

AFCC Breakthrough Award
- Jordan Peele de Get Out

### 2017
As informações abaixo estão presentes no site Collider.
Top 10 Films
1. Get Out
2. Dunkirk
3. Lady Bird
4. The Shape of Water
5. Call Me by Your Name
6. The Florida Project
7. Three Billboards Outside Ebbing, Missouri
8. The Big Sick
9. Baby Driver
10. The Post